# Гавриил (митрополит Галицкий)
Митрополит Гавриил — митрополит Галицкий около 1329 года.
Гавриил занимал галичскую кафедру после митрополита Нифонта, перед Феодором. Его имя названо в послании польского короля Казимира патриарху Филофею в 1370 году. Вероятно, что в 1331 году Гавриил находился в Константинополе (митрополит Галицкий участвовал в константинопольском синоде в апреле 1331 года).